# Villalbos

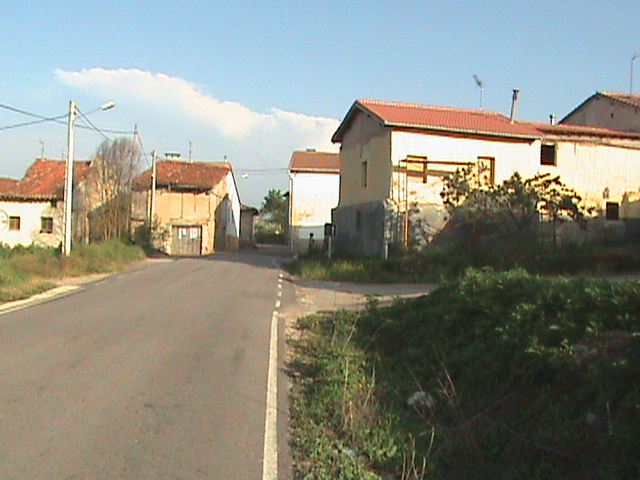
Villalbos Norte (2008)

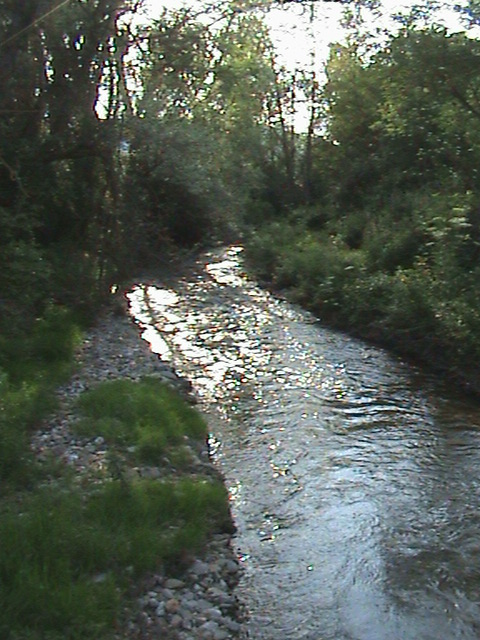
Cauce del Río Oca

Villalbos es una localidad situada en la comarca de Montes de Oca, provincia de Burgos, comunidad autónoma de Castilla y León (España).

## Situación geográfica
Enclavado en el valle del río Oca, afluente del Ebro por su margen derecha, junto a las localidades de Cueva Cardiel, Villalmóndar, Villanasur Río de Oca, Villalómez y Mozoncillo de Oca.
En el Km-6 de la carretera comarcal   BU-703  que une la carretera nacional   N-1  a la altura del municipio de Castil de Peones, con la carretera nacional   N-120  a la altura de Villafranca Montes de Oca.
Wikimapia\Coordenadas: 42°26'40"N 3°19'47"W 

## Situación administrativa
Entidad Local Menor cuyo alcaldesa pedánea es Isabel Bonilla Calleja (PP). Pertenece al ayuntamiento del Valle de Oca, partido judicial de Belorado.

## Historia

### Origen
Diversos escritos de principios del siglo X (hacia los años 924-930), nombran y sitúan al nordeste de la provincia de Burgos a "Abolmondar Albo" (Abu al-Mundhir), nombre mozárabe con el que era conocido, según algunos historiadores, el conde castellano  don Rodrigo Díaz, hijo de Diego Porcelos. Aunque, para otros historiadores, éste "Abolmondar Albo" podría ser el conde don Munio Gómez, padre de Diego Muñoz de Saldaña. 
Por su ubicación y período histórico, es bastante probable que este conde castellano, conocido y respetado en el mundo mozárabe como "Abolmondar Albo", fundara y poblara, a principios del siglo X, asentamientos situados en la orilla del río Oca, de entre los cuales surgiría el actual municipio de Villalbos (Albo).

### Datos de Interés
Villa perteneciente a la Hermandad de Montes de Oca en el partido Juarros, uno de los catorce que formaban la Intendencia de Burgos durante el periodo comprendido entre 1785 y 1833, tal como se recoge en el Censo de Floridablanca de 1787 . Tenía jurisdicción de realengo con alcalde ordinario.
Antiguo municipio de Castilla la Vieja en el Belorado que en el censo de la matrícula catastral contaba con 26 hogares y 109 vecinos. Entre el censo de 1930 y el anterior, este municipio desaparece porque se agrupa en el municipio 09411 Valle de Oca.

### Historia Fotográfica (1986-2008)

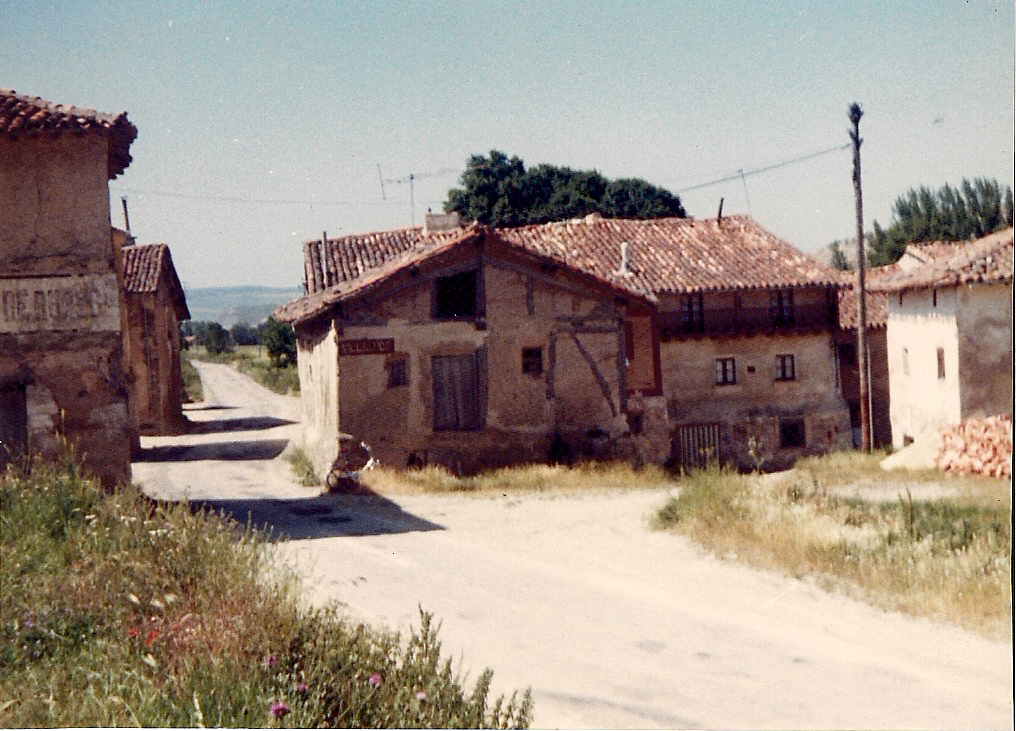
Villalbos Sur (1986)
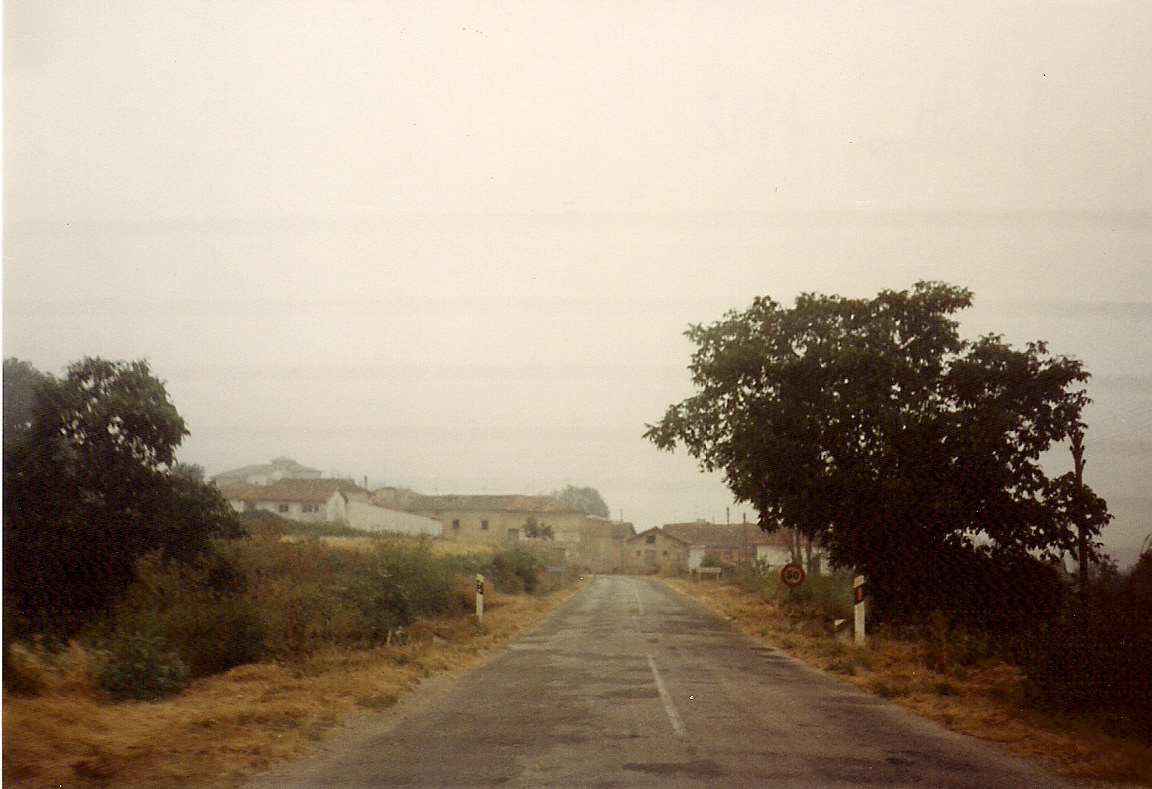
Villalbos Sur (1992)
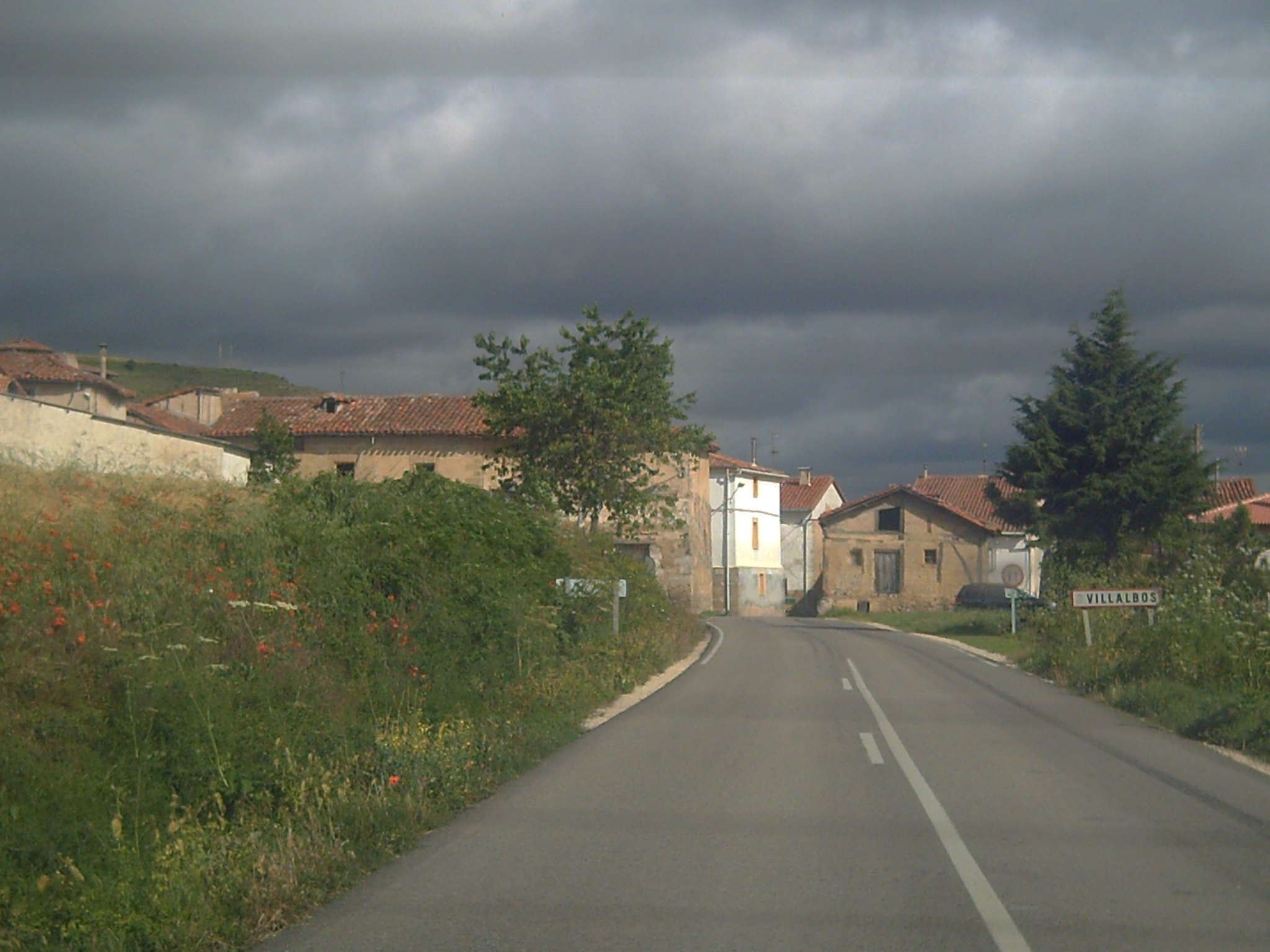
Villalbos Sur (2008)

## Demografía
| Gráfica de evolución demográfica de Villalbos entre 1842 y 1920 |
| |
| Población de derecho según los censos de población del INE Población de hecho según los censos de población del INEEntre el censo de 1930 y el anterior, este municipio desaparece porque se agrupa en el municipio Valle de Oca. |

### Evolución Demográfica (1842-2007)

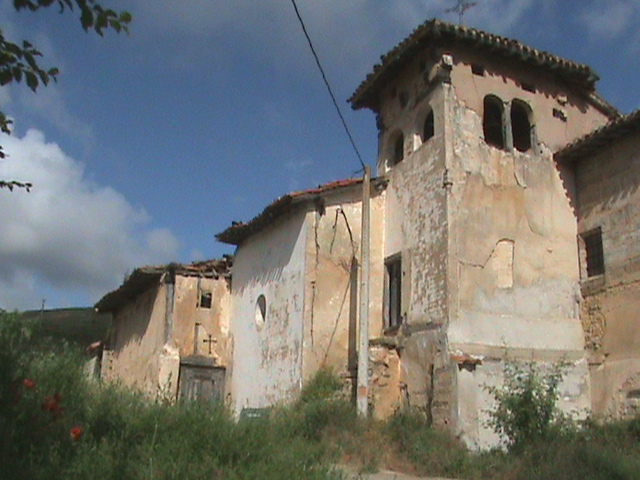
Iglesia de Villalbos (2008)

| año                  |  | 1842 |  | 1857 |  | 1860 |  | 1877 |  | 1887 |  | 1897 |  | 1900 |  | 1910 |  | 1920 |
| -------------------- |  | ---- |  | ---- |  | ---- |  | ---- |  | ---- |  | ---- |  | ---- |  | ---- |  | ---- |
| Población de Hecho   |  | ...  |  | 153  |  | 169  |  | 124  |  | 116  |  | 126  |  | 120  |  | 133  |  | 129  |
| Población de Derecho |  | 109  |  | ...  |  | ...  |  | 123  |  | 115  |  | 135  |  | 123  |  | 131  |  | 123  |
| Hogares              |  | 26   |  | 44   |  | 44   |  | 35   |  | 36   |  | 34   |  | 31   |  | 35   |  | 28   |

"Villalbos; En Su Silencio, Escucharás Su Historia" (Chebsoler) 

## Parroquia
Iglesia de Santo Tomás Apóstol, dependiente de la parroquia de Villafranca Montes de Oca en el Arcipestrazgo de Oca-Tirón, diócesis de Burgos.

## Lugares de interés turístico
- "Calle La Flor" era la calle principal que unía La Iglesia con La Carretera; y su prolongación llegaba hasta el río Oca y el Puente Viejo.
- "Puente Viejo" Antiguo puente de hierro sobre el río Oca construido a mediados del siglo XX.
- "Plaza Santo Tomás" Construida a finales del siglo XX en el lugar del antiguo horno de leña.

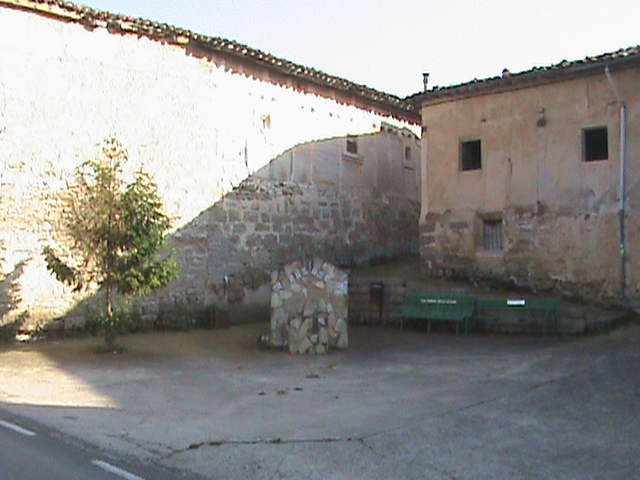
Plaza Santo Tomás (2008)

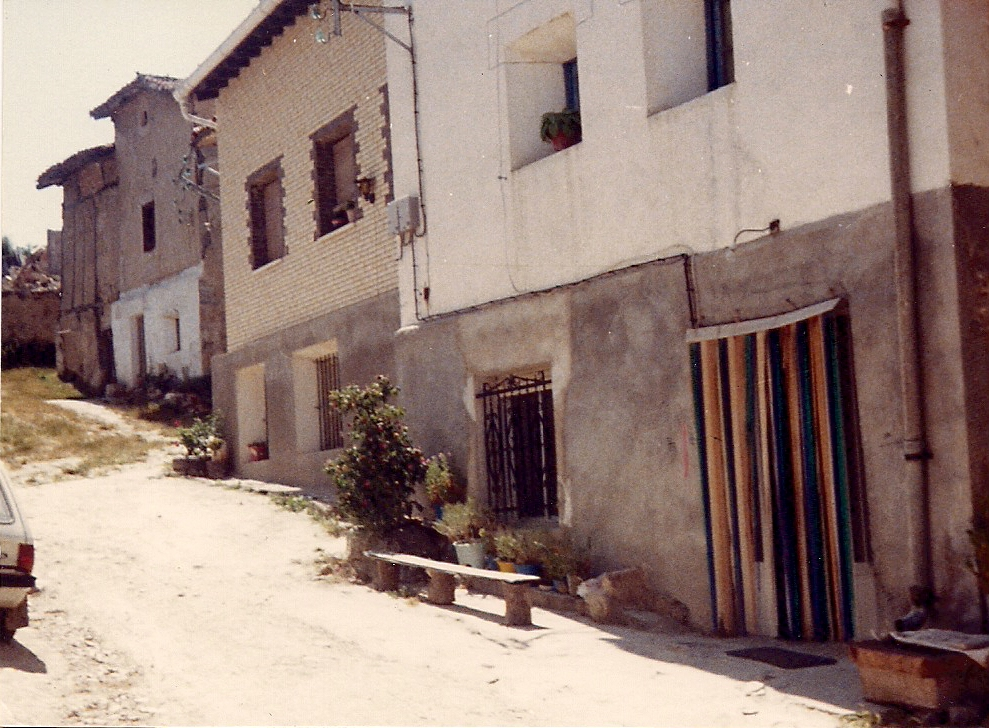
calle La Flor (1986)

- "El Balconcillo", situado estratégicamente en la entrada norte de la localidad, servía como punto de encuentro a los jóvenes de la época.

## Villalbos en imágenes
- Wikimedia Commons alberga una galería multimedia sobre Villalbos.

## Cerca de Villalbos

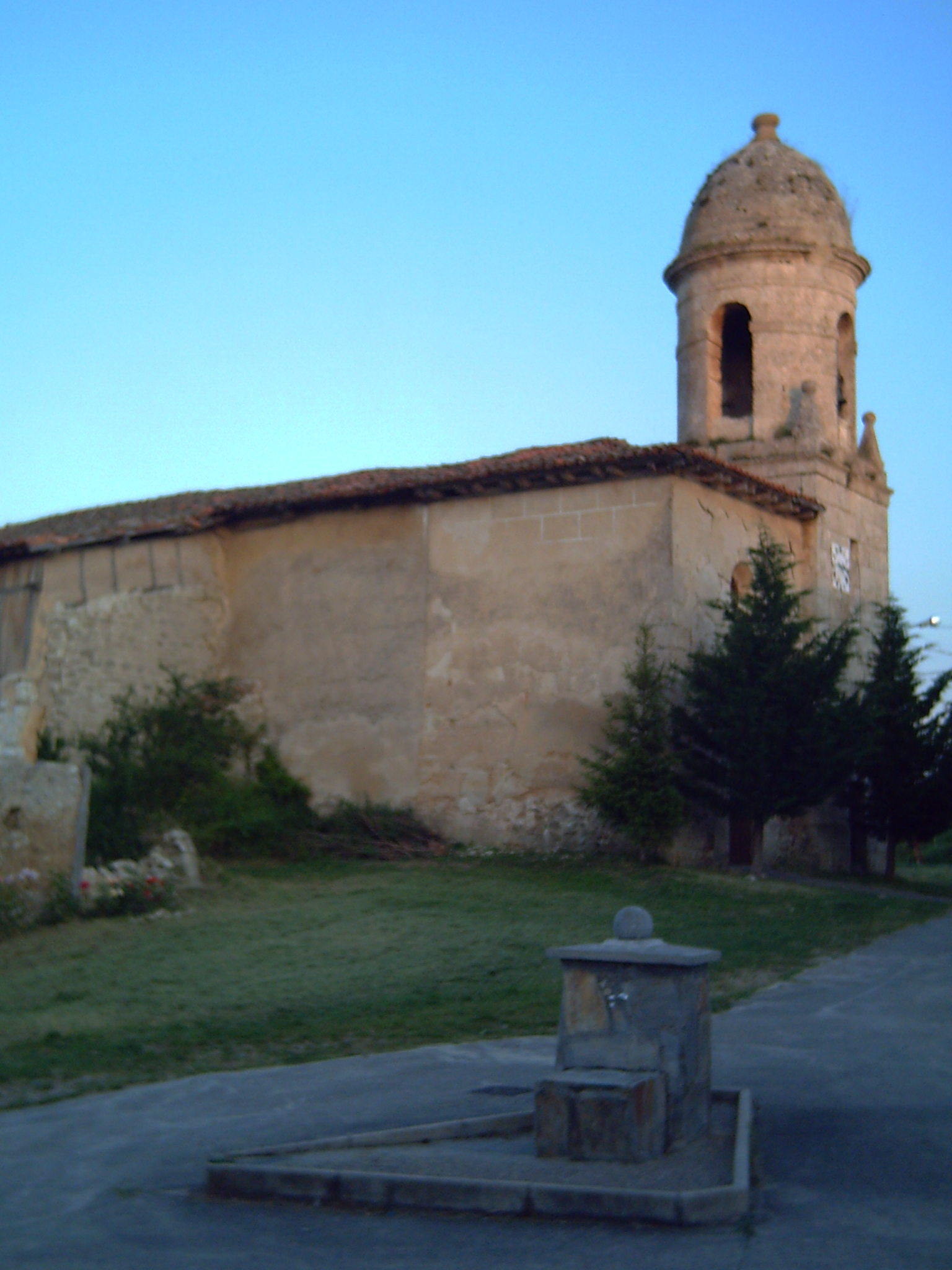
Villalmondar
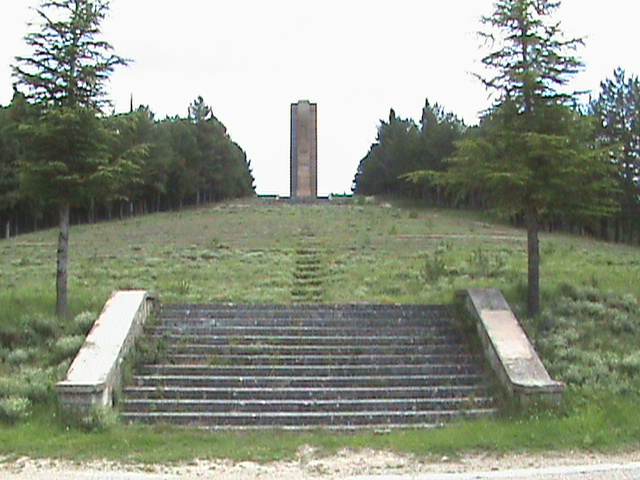
Monumento a Mola
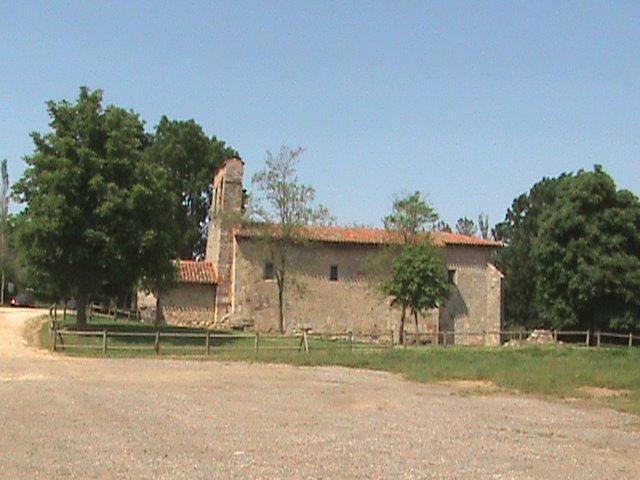
Ermita de Oca
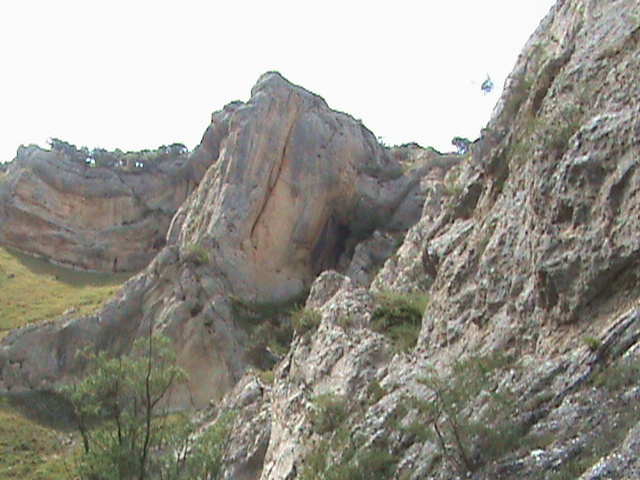
Cueva del Moro

Villalmóndar, a 1 km de Villalbos, es una pequeña localidad que podríamos considerar "hermana" de Villalbos ya que posiblemente su fundador y poblador podría ser el mismo, Abolmondar Albo.
El Monumento al General Mola está a 6,5 km de Villalbos. Durante la guerra civil española, el avión del General Emilio Mola Vidal se estrelló en las montañas de Alcocero en junio de 1937 construyéndose en su recuerdo una torre-mirador y un cementerio.
La Ermita de Oca está situada a unos 6 km de Villalbos, a las afueras de Villafranca Montes de Oca. Se dice que don Diego Porcelos, fundador de la ciudad de Burgos y repoblador de la Comarca de los Montes de Oca, padre del conde castellano, don Rodrigo Díaz "Abolmondar Albo", está enterrado aquí.
Desfiladero de la Cueva del Moro está en plenos Montes de Oca y unía Villafranca Montes de Oca con la desaparecida población de Alba (Oca). Actualmente, "La Cueva del Moro" está entre la ermita de Oca y el embalse de Alba perdiendo gran parte de su antiguo encanto.